# Juan Domingo Córdoba
Juan Domingo Córdoba (* 6. August 1972 in Provinz Santiago del Estero, Argentinien) ist ein ehemaliger argentinischer Boxer im Halbfliegengewicht. 

## Profikarriere
Im Jahre 1992 begann er erfolgreich seine Profikarriere. Am 17. Januar 1998 boxte er gegen Melchor Cob Castro um den Weltmeistertitel des Verbandes WBO und siegte nach Punkten. Diesen Gürtel verlor er allerdings bereits in seiner zweiten Titelverteidigung im Dezember desselben Jahres an Jorge Arce.
Im Jahre 2001 beendete er seine Karriere.